# Blikk
A Blikk a svájci Ringier kiadó magyar leányvállalatának (Ringier Hungary Kft.) kiadásában 1994. március 1-jétől  megjelenő magyar nyelvű  napilap. 1998-ig hatszor jelent meg egy héten, azóta Vasárnapi Blikk címen kiadják a hetedik lapszámot is. 2004-ig  a lapot a Szikra nyomda készítette. A Blikk 2004-től teljesen színes formában jelenik meg, mióta  a Ringier saját nyomdájában készíti. A lap 2014-től a Ringier Axel Springer Magyarország Kft. kiadásában jelent meg 2022-ig, amikor is a Ringier AG kivásárolta a német Axel Springer tulajdoni részesedését és ismét 100%-ban a svájci kiadó magyarországi leányvállalata adja ki a piacvezető napilapot és online változatát.

## Online változata
A Blikk domainjének regisztrációja ugyan 1998-ban megtörtént, de a rendszeres megjelenés 2002-től történt. Az online verzió látogatottsága alacsony érdeklődést mutatott hosszú ideig, majd 2008-2009 fordulóján indult meg a fejlődése. 2013-ra a napi látogatottsága meghaladja 150.000 egyéni látogatót, de a legerősebb napokon rendszeren 200-220 ezren keresik fel az oldalt.
A blikk.hu mára rendre a leglátogatottabb magyar híroldalak között szerepel, immáron stabilan negyedik – gyakran 800 ezres napi látogatóval a harmadik számú – szereplő a hírportálok rangsorában. Az oldal 2021 júliusában több mint 3,1 millió egyéni látogatót vonzott.
2021. november hónapban átvette a híroldalak között a piacvezető szerepet, a napi átlagos látogatói létszám tekintetében.

## Példányszáma
2002-ben utolérte, és megelőzte a Népszabadságot példányszámban (olvasottság terén ez az állapot 2001 nyarán következett be), és azóta is Magyarország legolvasottabb napilapja. [forrás?] A MATESZ adatai alapján 2010. III. negyedévében 192 ezer példányszámot terjesztettek naponta.
2012 év végén a Blikk olvasótábora 946 ezer fő; (a második helyen az ingyenes Metropol áll 594 ezres, a harmadik helyen pedig a Nemzeti Sport 221 ezres olvasótáborral).[forrás?] 2012 év végén 22 ezer előfizetőjével és a napi vásárlókkal együtt a Blikk naponta átlagosan 156 ezer példányt adott el. 
A példányszámok csökkenésének legfőbb oka az áremelkedés, amely a 2006-ban érvényes 59 Ft-os napi árról 119 Ft-ra nőtt.
2021-ben a Blikk továbbra is Magyarország piacvezető napilapja, mely a MATESZ által auditált bulvár napilapok piacának 64 százalékát, míg a napilappiac 44 százalékát tudhatja magáénak, azaz napi közel 500 ezer olvasót szolgál ki.
Az újságot a határon túl is terjesztik – Szlovákiába kb. 6 ezer példányt kézbesítenek, Horvátországban pedig szezonálisan, a nyaralási időszakban forgalmazzák.
A lap kimagasló eladási adatai szorosan kapcsolódnak a bulvárpiac változásaihoz. Az első az énekes Zámbó Jimmy 2001-es halálát követő időszak, a második pedig a televíziós valóságshow-k megjelenése, mely 2002-es év egyik legjelentősebb eseménye volt a kereskedelmi médiumok számára. 2006 körül érte el a lap legsikeresebb időszakát - a mindenkori csúcsát egy RTL-es vetélkedő (az ország tesztje) kérdőívével érte el, amikor 340 ezer feletti eladást produkált.

## Szerkesztősége

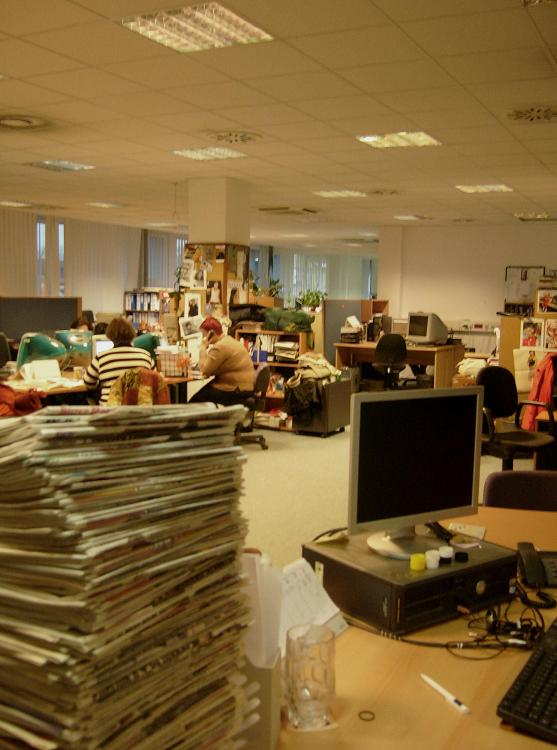
A Blikk szerkesztősége 1999-2010 között, Szugló utca

Kolossváry Balázs, a Blikk jelenlegi főszerkesztője 2020 augusztusában vette át újra a napilap vezetését. 2006-tól a Blikk főszerkesztő-helyettese volt, majd 2014-2016 között megbízott főszerkesztőként dolgozott a lapnál. Pályafutása a Ringier kiadónál 1998-ban kezdődött, amikor az újság sportrovatába került. Később dolgozott a Szórakoztató rovat vezetőjeként is, majd 2005-ben főszerkesztő-helyettes lett. A Blikk szerkesztőségében közel nyolcvan fő dolgozik.

### Főszerkesztők
- 1994–1996: Tőke Péter
- 1996–1997: Ligeti Nagy Tamás
- 1997–2004: Pallagi Ferenc
- 2004–2006: Fejes Gábor
- 2006–2014: Murányi Marcell
- 2014–2016: Kolossváry Balázs[11]
- 2016–2020: Gedei Norbert]
- 2020–2025: Kolossváry Balázs[9]
- 2025–: Nagy Iván Zsolt[12]

## Statisztikai adatok
Év/átlageladás
- 1996 – 56600
- 1997 – 65175
- 1998 – 71920
- 1999 – 97975
- 2000 – 105511
- 2001 – 184947
- 2002 – 194894
- 2003 – 238972
- 2004 – 255707
- 2005 – 249067
- 2006 – 245474
- 2007 - 233989
- 2008 - 228835
- 2009 - 206246
- 2010 - 191326
- 2011 - 180582
- 2012 - 162838
- 2013 - 150356
- 2014 - 140342

Az olvasók aránya nemek tekintetében
- nők - 49%
- férfiak - 51%